# Porte de la mer
La Porte de la mer ou Bab el Bhar (en arabe : باب البحر), aussi connu comme la Porte dorée ou Porte Sarrasine, est un monument historique de la ville de Béjaia en Algérie et l'une des plus anciennes portes conservées au Maghreb. C'était l'une des six portes de la muraille de Bejaia, construite entre le milieu et la fin du XIe siècle, par les Hammadides sous le règne du souverain An-Nasir. Comme son nom l'indique, c'était l'entrée maritime de Béjaïa. En effet, en passant sous sa grande arche, les bateaux et les petits navires entraient dans le port de la ville.

## Architecture
Cet édifice reprend les techniques constructives utilisées par les Hammadides à la Kalâa des Béni Hammad, à savoir : la forme de l'arc brisé qui n'était pas en fer à cheval, et l'appareillage du mur fait d'une alternance de moellons et d'assises de briques. L'arc brisé est constitué d'assises de briques rayonnantes reposant sur des assises de briques horizontales qui reposent elles-mêmes sur deux impostes en pierre. La porte est surmontée d'un arc de décharge en demi-cercle, répartissant le poids du mur de part et d'autre de l'arc brisé.
Actuellement, une grande partie de la porte est enterrée, ce qui rend difficile la détermination de sa hauteur, mais l'ouverture devait atteindre environ 10 mètres de haut sur 6 mètres de large.

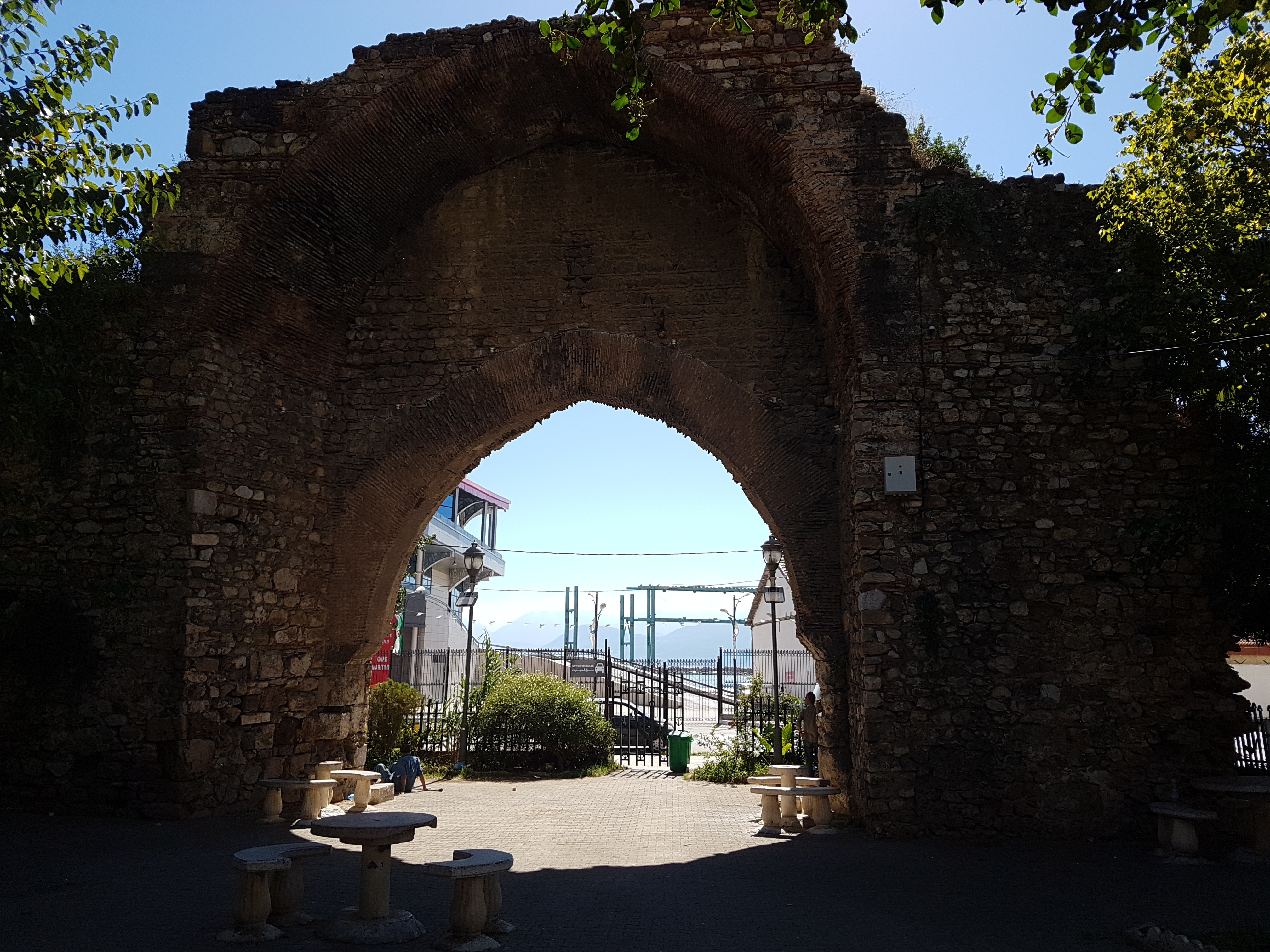
Bab el Bhar faisant face à la mer